# Кадуна (штат)
Кадуна (англ. Kaduna State) — штат на півночі Нігерії. Четвертий за площею і третій за населенням штат Нігерії. Адміністративний центр штату — місто Кадуна.

## Історія
Штат Кадуна був утворений 27 травня 1967 року в ході реформи адміністративного поділу Нігерії, яка розділила країну на 12 штатів. До цього територія штату входила до складу Північної області, а Кадуна була столицею області. До 1976 штат називався Північно-Центральним. У 1987 році від штату Кадуна була відчужена територія, яка увійшла до складу новоствореного штату Кацина.
До складу штату входить емірат Заззау, столицею якого є історичне місто Зарія.

## Адміністративно-територіальний поділ
Штат розділений на 23 території місцевого адміністративного управління.
- Бірнін Гварі
- Гіва
- Джаба
- Джема'а
- Зангон Катаф
- Зарія
- Ігабі
- Ікара
- Кагарко
- Каджуру
- Каура
- Кауру
- Качія
- Кубау
- Кудан
- Лере
- Макарфі
- Сабон Гарі
- Санга
- Північна Кадуна
- Соба
- Чикун
- Південна Кадуна